# Электрофорная машина

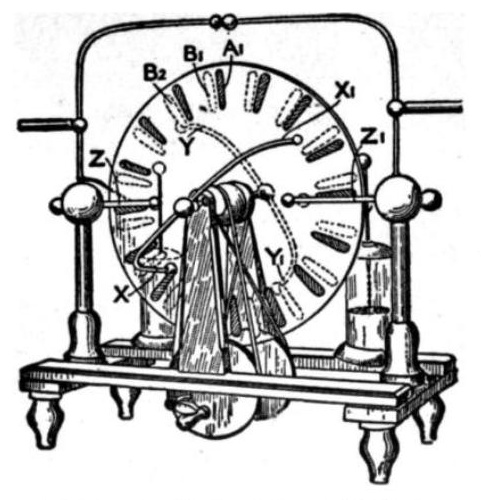
Схема электрофорной машины Уимсхёрста

Электрофо́рная маши́на, генератор Уимсхёрста — электростатический генератор, то есть электрическая машина для генерирования высокого постоянного напряжения, разработанная между 1880 и 1883 британским изобретателем Джеймсом Уимсхёрстом (1832—1903). Использует явление электростатической индукции, при этом на полюсах машины (лейденских банках) накапливаются электрические заряды, разность потенциалов на разрядниках достигает нескольких сотен тысяч вольт. Работает с помощью механической энергии.
20-дисковая машина, построенная Виллардом и Абрагамом в 1911 году, при скорости вращения 1200—1400 мин−1 давала напряжение до 320 тыс. В и искры длиной до 60 см.

## Описание работы

Схема работы электрофорной машины. Секторы представлены движущимися квадратами, контактные щётки — стрелками. Красным цветом обозначен положительный заряд, зелёным — отрицательный.

Машина состоит из двух и более соосных дисков (А и В) из изолирующего материала, на которые нанесены проводящие секторы (см. схему). Диски приводятся во встречное вращение с равной угловой скоростью. Предположим, что сектор A1 вначале несёт небольшой избыточный положительный заряд, а сектор B1 — отрицательный. Когда A1 движется влево, а B1 — вправо, их потенциалы растут за счёт работы, выполняемой против силы их электростатического притяжения.
Когда A1 достигает положения напротив сектора B2 пластины B, который в этот момент контактирует со щёткой  Y, он будет под высоким положительным потенциалом и, таким образом, вызовет разделение заряда в проводнике, соединяющем Y и Y1, перенеся отрицательный заряд на B2 и положительный заряд на удалённый сектор, которого в этот момент касается щётка Y1.
Двигаясь дальше, A1 касается щётки Z и частично разряжается во внешнюю цепь (нагрузкой может быть, например, лейденская банка). При последующем вращении дисков, А1 касается щётки X, которая связана проводником со щёткой X1, и снова получает заряд, на этот раз отрицательный, который отталкивается отрицательно заряженным сектором B2 (находящимся в этот момент напротив сектора на диске А, контактирующего со щёткой X1). Таким образом, положительный заряд переносится справа налево верхней частью диска А, а отрицательный слева направо его нижней частью. Совершенно аналогично работает и диск B.

## История
Электрофорная машина была разработана в 1865 году немецким физиком-экспериментатором Августом Тёплером. В 1865 году свою машину изобрёл другой немецкий физик Вильгельм Хольц (Гольц). Машина Гольца по сравнению с машиной Тёплера позволяла получать большую разность потенциалов и могла использоваться в качестве источника постоянного электрического тока. В то же время она имела более простую конструкцию. Между 1880 и 1883 годами её усовершенствовал английский изобретатель Джеймс Уимсхёрст. Используемые в настоящее время для демонстраций электрофорные машины представляют собой модификации машины Уимсхёрста.
Модифицированная электрофорная машина была построена также инженером Тепловым М. Н. Теория и конструкция были опубликованы в книге «Теория и новая конструкция электрофорных машин инженер-полковника М. Н. Теплова.» в 1875 г.